# Крушение на станции Купавна
Крушение на станции Купавна — крушение поездов, произошедшее в пятницу 5 сентября 1975 года, когда во входной горловине станции Купавна Московской железной дороги столкнулись пригородный и грузовой поезд, при этом погибли 18 человек.

## Катастрофа
В тот день стояла ясная тёплая погода. Утром электромеханик Самойлов из службы СЦБ намеревался выполнить плановые работы на съезде № 2/4 (соединяет оба главных пути) — промыть электроприводы, для чего требовалось отключить оба стрелочных перевода от электрической централизации станции. Обязанности дежурного по станции выполнял Кукоба В. Б., который разрешил это сделать. Также было получено разрешение от поездного диспетчера, после чего в 10:30 обе стрелки отключили, о чём была сделана запись в журнале осмотра путей, стрелочных переводов, устройств СЦБ, связи и контактной сети, поэтому стрелки теперь можно было переводить только вручную, при этом сохранилась возможность пользования сигналами. Также электромеханик надел красный колпачок на стрелочную рукоятку выключенных стрелок, но не вынул из пульта контрольные лампы положения стрелочных переводов, из-за чего дежурный по станции мог неправильно определить, как установлены стрелки: прямо (плюсовое положение) либо на ответвление (минусовое положение).

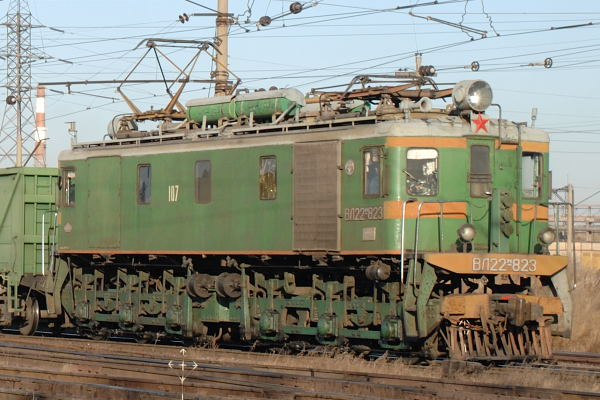
Электровоз ВЛ22^{м}

Так прошло четыре с лишним часа, когда понадобилось переставить электровоз со II чётного главного на 7-й парковый путь, для чего стрелки 2 и 4 надо было вручную перевести на «минус», так как маршрут следования пересекал 1-й главный путь. Тогда в 14:51 дежурный Кукоба сорвал пломбу на курбельном ящике, после чего передал старшему стрелочнику Абрамовой курбель, чтобы перевести эти стрелки, но в журнале осмотра путей Кукоба этот момент не указал. Когда перестановка электровоза была завершена, стрелочница перевела стрелку 2 в плюсовое положение (прямо) и заперла её на замок, однако забыла про стрелку 4, которая оставалась в минусовом положении на ответвление. Кукоба, увидев на своём пульте, что на стрелках съезда 2/4 горят зелёные лампы (плюсовое положение), не стал спрашивать у стрелочницы, действительно ли оба стрелочных перевода установлены в это положение, вместо этого открыв выходной светофор с 1-го главного пути станции.

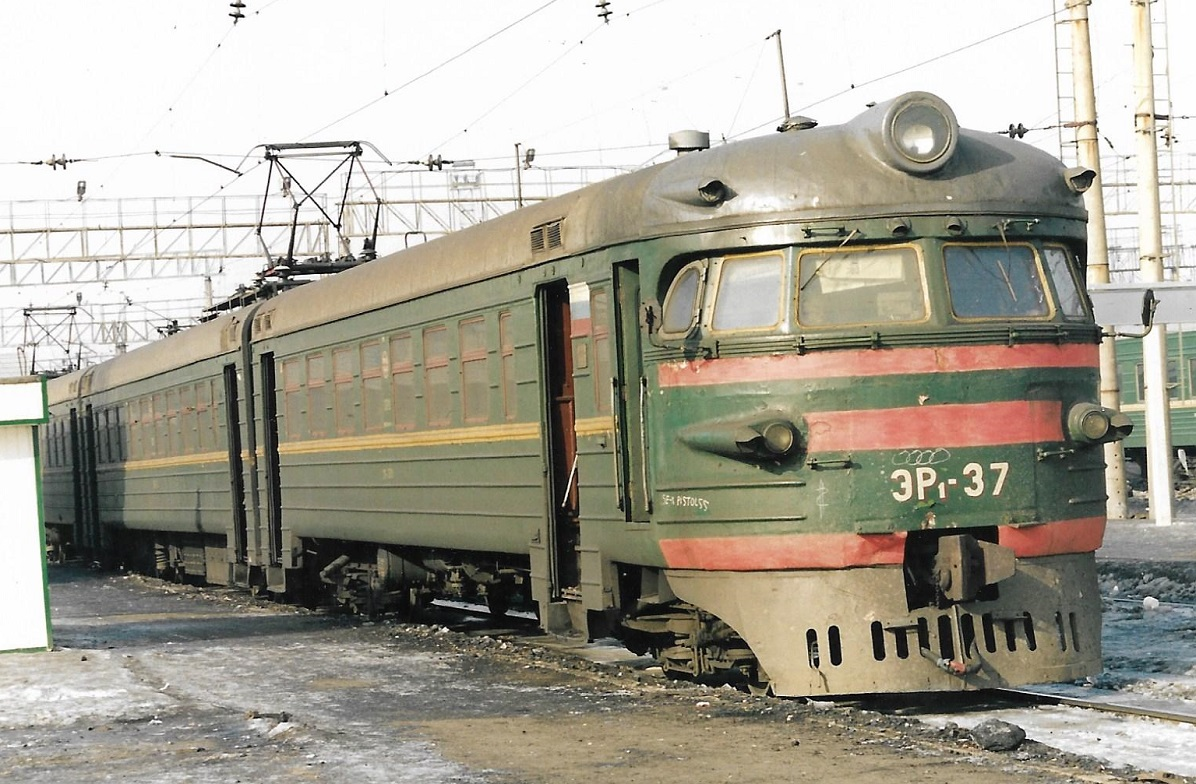
Электропоезд ЭР1

В это время у пассажирской платформы ожидал отправления пригородный поезд № 835 (Захарово — Москва). Его выполнял электропоезд ЭР1-219 (10 вагонов, выпущен в 1962 году, депо приписки  Железнодорожная (ТЧ-4)), которым управляла локомотивная бригада состоящая из машиниста Ерохина и помощника машиниста Чечнева. Когда выходной сигнал со станции был открыт, электропоезд закрыл двери и отправился от платформы. В это же самое время на станцию по 2-му главному пути прибывал грузовой поезд № 3522, состоявший из 22 грузовых вагонов, гружённых балластом (щебнем), и ведомых электровозом ВЛ22м-1056 (построен в 1953 году, по другим данным, электровозом был ВЛ8-328 1960 года постройки). В 15:07, разогнавшись до высокой скорости, электропоезд почти выехал со станции, когда доехал до стрелочного перевода № 4, по которому съехал с 1-го главного пути на ответвление в сторону 2-го пути прямо на грузовой поезд. Врезавшись в грузовой состав, головной вагон электропоезда (21909) из-за своей округлой формы лобовой части отрикошетил и отлетел в сторону, что спасло находившихся в нём людей. Второй вагон электропоезда уже плоской торцевой стенкой врезался в восьмой вагон грузового поезда, разорвав грузовой состав. Продолжая двигаться по инерции, пассажирские и грузовые вагоны начали налетать друг на друга.
В результате крушения были разрушены до степени исключения из инвентаря три промежуточных вагона электропоезда (номера 21907, 21908 и 21910) и 10 грузовых вагонов. Из-за образовавшегося завала движение было прервано на 17 часов. Всего в катастрофе погибли 18 человек, более трёх десятков (по одним данным 33, по другим 35 человек) были ранены.

## Причина
Согласно заключению комиссии, причиной крушения стало отправление пригородного поезда по неподготовленному маршруту.
Помимо дежурного по станции Кукобы и стрелочницы Абрамовой, были также названы следующие виновники происшествия:
- начальник станции Купавна Кузнецов: был в курсе, что из-за плановых работ отключат стрелочные переводы №№ 2 и 4, но не стал организовывать работу и вести контроль за ней, вместо этого уехав со станции, а когда вернулся, то не стал проверять ход работ;
- поездной диспетчер Писарева: после того, как устно согласилась с выключением стрелок, не стала контролировать работу, а вместо этого направила на станцию резервный электровоз, хотя знала по показаниям на пульте, что 3-й приёмо-отправочный путь станции занят, чем значительно осложнила работу на станции;
- электромеханик Самойлов: после того, как выключил стрелки из централизации, он не стал вынимать на пульт-табло контрольные лампочки положения стрелок, из-за чего у дежурного по станции создалось ложное мнение, что стрелки установлены в прямом направлении;
- машинист Ерохин и помощник машиниста Чечнев (локомотивная бригада электропоезда): при следовании по станции недостаточно внимательно следили за положением остряков стрелочных переводов станции, из-за чего не заметили, что стрелочный перевод № 4 стоит на ответвление в сторону 2-го пути, то есть не по маршруту следования.